# 藤倉みのり
藤倉 みのり（ふじくら みのり、1973年1月30日 - ）は、東京都出身の女優。身長161cm。血液型はO型。中野笑店所属。

## 出演

### 映画
- 緑の街（1998年、ファー・イースト・クラブ） - 広井優美（マネージャー） 役
- 着信アリ（2004年、東宝） - 古木恵美香（ゲストコメンテーター） 役
- 妖怪大戦争（2005年、松竹） - 化け猫 役
- あかね空（2007年、角川映画） - 芸者 役
- 霊界の扉 ストリートビュー（2011年、アムモ98）
- IKARIDA 脱獄〜隣の住人（2012年） - 佐々木敦子 役
- 甘い鞭（2013年、角川映画）

### テレビドラマ
- 永遠の君へ（2004年3月29日 - 6月25日、フジテレビ系） - 野上祥子 役
- 警官の血（2009年2月7日・8日、テレビ朝日系） - 赤柴春江 役
- 火9（フジテレビ系）
  - アタシんちの男子 第2話「男子のフェロモン」（2009年4月21日） - 白川こずえ 役
  - ビター・ブラッド〜最悪で最強の親子刑事〜 第6話「悪意の行方」（2014年5月20日） - 鍵山さおり 役
- サイン Stage 1・3・5・7 - Last Stage（2011年1月19日・2月2日・16日・3月2日 - 16日、毎日放送） - 坂田あゆみ 役
- 造花の蜜 第2話（2011年12月4日、WOWOW）
- 水曜21時枠 Answer〜警視庁検証捜査官 第9話（最終回）「600通の詫び状に隠された真犯人」（2012年6月13日、テレビ朝日系） - 隣人 役
- 水曜ドラマ トッカン -特別国税徴収官- 第10話（最終回）「コンビは解散? 辞めないで! 毒舌上司は私が守る」（2012年9月19日、日本テレビ系） - ヘルパー 役
- ネオ・ウルトラQ 第11話「アルゴス・デモクラシー」（2013年3月23日、WOWOW） - 主婦 役
- オトナの土ドラ さくらの親子丼（フジテレビ系）
  - 第1シリーズ 一杯目（2017年10月7日） - 達也の母 役
  - 第3シリーズ 四杯目（2020年11月7日） - 門倉陽子 役
- 木曜劇場 ストロベリーナイト・サーガ #10・#11（最終回）（2019年6月13日・20日、フジテレビ系） - 狩野泰恵 役
- 金曜ナイトドラマ 24 JAPAN #5（2020年11月6日、テレビ朝日系） - 明本めぐみ 役
- ドラマイズム ホリミヤ 第1話・6話・最終話（2021年2月17日・3月24日・31日、毎日放送・TBSテレビ系）
- 金曜ドラマ インビジブル 第5話（2022年5月13日、TBSテレビ系） - 一ノ瀬利奈の母 役
- 連続ドラマW 雨に消えた向日葵 第3話（2022年8月7日、WOWOW）[2]
- 大河ドラマ 光る君へ 第10回 - 第12回（2024年3月10日 - 24日、NHK） - なつめ 役[3][4][5][6][7]
- 月曜22時枠 マウンテンドクター 第1話（2024年7月8日、関西テレビ・フジテレビ系） - 宇田節子 役[8]
- オクラ〜迷宮入り事件捜査〜 第3話（2024年10月22日、フジテレビ） - 蓬田多恵子 役[9]

### Vシネマ
- 会社の怪談 オフィス・ホラー・ストーリー（1997年、SEIYO INTERNATIONAL VIDEO）
- 性犯罪白書（1997年、ピンクパイナップル）
- 会社の怪談2 オフィス・ホラー・ストーリー（1997年、SEIYO INTERNATIONAL VIDEO）
- 渋谷の女子高生が語った呪いのリスト9/不気味な音がする家（2010年、アムモ98） - 相英恵 役
- 怖譚 -コワタン-（2013年）

### 舞台
- アチャラカ・ブギ
- あなたの声に背中を押され
- ON"DOKU"劇場vol.1
- 貸席の女郎
- 岸田的恋愛考
- 銀幕愚連隊〜若山富三郎物語〜 - 富士純子 役
- 煙が目にしみる（2011年）
- 新板・小町風伝
- 月の輝く夜に
- 筒井ワールド
- 馬鹿は死んでもなおらない（2012年）
- フランケンシュタイン〜Version 100℃〜
- 夢〜歌舞伎町物語
- 4つの短編。屋上。
- ライフ・アフター・パンク・ロック
- ラフカット'95
- ロンドン→パリ→東京
- 笑う女。笑われる男
  - 笑う女。笑われる男9〜おたまじゃくしに魅せられて…

### CM（テレビ・ラジオ・WEB）
- NTTドコモ
- NTT東日本
  - NTT東北
  - NTT福島
- 花王
  - フロアクイックル
  - めぐリズム
- カルピス
- 観光庁・東京
- キヤノン
- 講談社・「東京ディズニーランド」
- シャディ
- 小学館・「習熟ゼミ」
- スリムビューティハウス
- 西友
- 大和団地
- 東京インテリア家具
- 東京電力
- 日本道路公団
- NEXCO東日本
- パチンコアラジン
- 富士通モバイルコミュニケーションズ
- ミツカン・金のつぶ におわなっとう
- ゆこゆこ（2013年）
- ライオン・ブルーダイヤ（2010年 - 2011年）
- ロッテ

### ラジオ
- NHK-FM放送・「大きな家の大いなる一日」

### WEB
- はじめてのバトスピ・目指せ!最強のカードバトラー!
- 銀魂2 -世にも奇妙な銀魂ちゃん 「眠れないアル篇」（2018年8月18日、dTV） - トムの母[10]